# 石幡忠雄
石幡 忠雄（いしはた ただお、1941年10月6日 - ）は、栃木県出身のスピードスケート選手で現在は指導者。1968年グルノーブルオリンピックスピードスケート日本代表。早稲田大学卒業。

## 経歴
早稲田大学卒業後の1964年に三協精機製作所（現日本電産サンキョー）スケート部に入部。全日本スピードスケート選手権大会では4度の優勝を誇った。1968年には1500mと5000mの日本代表としてグルノーブルオリンピックに出場。
1969年に長野県軽井沢で行われた全日本スピードスケート選手権では、1500m、5000m、10000mの三種目で優勝。10000mの16分6秒5は当時の日本新記録。
引退後の1972年より三協精機スケート部監督に就任し、多くの選手を育てた。1976年インスブルックオリンピックではスピードスケート日本代表コーチ、1998年長野オリンピック、2002年ソルトレイクシティオリンピックではスピードスケート日本代表監督を務め、現在は母校である早稲田大学スケート部の監督として活躍している。

## 主な戦績
- グルノーブルオリンピック男子1500m 30位
- グルノーブルオリンピック男子5000m 22位